# Afrocoelichneumon cornelliger
Afrocoelichneumon cornelliger är en stekelart som först beskrevs av Morley 1919.  Afrocoelichneumon cornelliger ingår i släktet Afrocoelichneumon och familjen brokparasitsteklar.

## Underarter
Arten delas in i följande underarter:
- A. c. angolicus
- A. c. tanganyikae